# Mariza
Mariza dos Reis Nunes (Maputo, 16 december 1973) is een Portugese fado-zangeres.

## Biografie
Ze werd in 1973 geboren in Mozambique, destijds een Portugese kolonie, als dochter van een Portugese vader en een Mozambikaanse moeder. Op driejarige leeftijd emigreerde de familie naar Lissabon. Daar groeide Mariza op in de traditionele wijk Mouraria en begon haar interesse voor muziek. Aanvankelijk zong ze gospel, soul en jazz, maar onder invloed van haar vader legde ze zich toe op het leren van de fado-zang.
In 2001 nam Mariza haar debuutalbum op: Fado em mim. Portugese platenlabels bleken echter huiverig om met een onbekend talent in zee te gaan en het album werd vervolgens opgepikt door het Nederlandse label World Connection. Fado em mim werd in 32 landen uitgebracht en met name in Portugal een enorm succes. Er werden zo'n 140.000 exemplaren van het album verkocht, een ongekend aantal in het fadogenre. Mariza groeide hierna uit tot een vaandeldraagster van de moderne fado.
Haar tweede album, Fado curvo, verscheen in 2003 en kreeg wereldwijde belangstelling. Mariza trad onder meer op bij de BBC en zong een duet met Sting voor de Olympische Zomerspelen van 2004. In datzelfde jaar won ze een EBBA. In 2005 won ze een Amália Award in de categorie Internationaal. In 2005 stond ze op het podium tijdens Live 8 in het Eden Project en nam ze in Brazilië haar derde album Transparente op. Dit album werd internationaal opnieuw zeer goed ontvangen, en ze wist het succes nadien vast te houden met het livealbum Concerto em Lisboa (2006) en haar studioalbums Terra (2008) en Mundo (2015). Mariza verwierf een aanzienlijke status in Europa, Noord-Amerika en de Portugeestalige landen in Afrika. In Portugal zelf werden vrijwel al haar albums bekroond met meermaals platina.
Meermaals werd Mariza genomineerd voor een Latin Grammy Award. In 2018 verzorgde ze, samen met Ana Moura, de opening van de finale van het Eurovisiesongfestival.

## Discografie

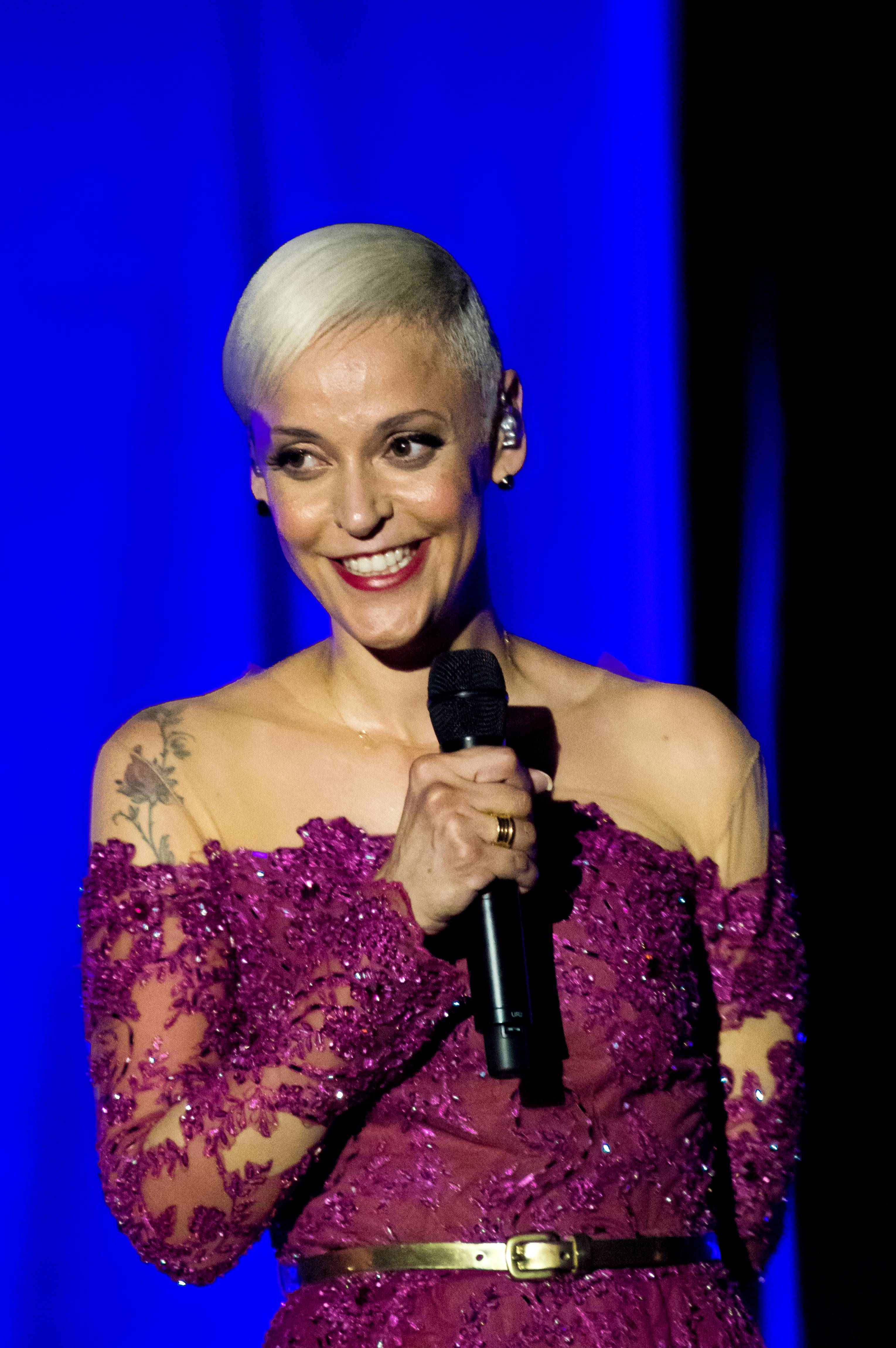
Zelt-Musik-Festival 2015, Freiburg (Duitsland)

### Albums
| Album met eventuele hitnotering(en) in de Nederlandse Album Top 100 | Datum van verschijnen | Datum van binnenkomst | Hoogste positie | Aantal weken | Opmerkingen |
| ------------------------------------------------------------------- | --------------------- | --------------------- | --------------- | ------------ | ----------- |
| Fado em mim                                                         | 2001                  | 16-11-2002            | 59              | 5            |             |
| Fado curvo                                                          | 2003                  | 05-04-2003            | 45              | 7            |             |
| Transparente                                                        | 2005                  | 30-04-2005            | 13              | 21           |             |
| Concerto em Lisboa                                                  | 10-11-2006            | -                     |                 |              | Livealbum   |
| Terra                                                               | 18-07-2008            | 25-10-2008            | 55              | 4            |             |
| Live in London                                                      | 23-01-2009            | -                     |                 |              | Livealbum   |
| Fado tradicional                                                    | 04-03-2011            | 26-03-2011            | 98              | 1            |             |

| Album met hitnotering(en) in de Vlaamse Ultratop 200 albums | Datum van verschijnen | Datum van binnenkomst | Hoogste positie | Aantal weken | Opmerkingen |
| ----------------------------------------------------------- | --------------------- | --------------------- | --------------- | ------------ | ----------- |
| Transparente                                                | 2005                  | 14-05-2005            | 59              | 9            |             |
| Fado tradicional                                            | 2011                  | 19-03-2011            | 99              | 1            |             |
| Best of Mariza                                              | 2014                  | 03-05-2014            | 158             | 3            |             |
| Mundo                                                       | 2015                  | 17-10-2015            | 78              | 3            |             |
| Mariza                                                      | 2018                  | 02-06-2018            | 165             | 1            |             |